# Pocariça (Olhalvo)
Pocariça é uma aldeia portuguesa da freguesia do Olhalvo.
Segundo uma lenda popular o nome dado à localidade deve-se a duas palavras inglesas: pork e rice. O nome terá sido dado por um dos primeiros habitantes da aldeia, Jonathan Esteves aquando do seu regresso a Portugal após ter estado vários anos emigrado no Canadá. O mesmo ter-se-á instalado na aldeia dedicando-se ao cultivo de arroz e à suinicultura.
Todos os anos ele organizava uma festa que ele próprio designava de "Pork and Rice Fest" convidando os membros da sua família e os habitantes das aldeias locais. O nome da festa acabou por transformar-se no nome da aldeia por derivação para o português.